# Amicitia-Hütte
Die Amicitia-Hütte (auch Sieben-Quellen-Haus) ist eine Schutzhütte des Ortsvereins Amicitia Landau des Pfälzerwald-Vereins. Sie wird seit 1921 bewirtschaftet und liegt in einer Höhe von 314 m ü. NHN im Pfälzerwald. Mit den anderen Häusern des Pfälzerwald-Vereins ist es seit 2021 mit dem Eintrag Pfälzerwaldhütten-Kultur Bestandteil des Immateriellen Kulturerbes in Deutschland der deutschen UNESCO-Kommission.

## Lage
Die Hütte liegt an der Siebenquelle, ein kleiner Zufluss des Meisentalbaches, der wiederum ein linker Zufluss des Modenbachs ist. Das Tal der Siebenquelle wird im Norden vom Kesselberg (662 m ü. NHN) und im Westen vom Frankenberg (557 m ü. NHN) begrenzt.

## Geschichte
Eine erste Hütte wurde nach der Gründung eines Gesellschaftsclubs Amicitia 1920 und folgend mit der Eintragung als Musik- und Wanderclub Amicitia e. V.” schon 1921 errichtet. Wegen der stark angestiegenen Mitgliederzahl wurde schon 1925/1926 die Hütte in ein festes Waldhaus umgebaut. Während der Zeit des Nationalsozialismus wurde der Verein 1937 aufgelöst und die Hütte verkauft. Kurz nach Kriegsende wurde 1946 der Verein wiedergegründet und 1948 die durch Kriegseinwirkungen zerstörte Hütte zurück erworben. Der Wiederaufbau begann dann im Jahr 1950. In den siebziger Jahren erfolgte ein weiterer Um- und Ausbau der Hütte. Im Jahr 2013 trat der Musik- und Wanderclub Amicitia als Ortsgruppe Amicitia Landau e.V. dem Pfälzerwaldverein bei. Die Hütte wurde damit eine Hütte des Pfälzerwaldvereins. Im September 2024 mussten die regulären Öffnungszeiten der Hütte aufgrund von Personalmangel stark reduziert werden, nachdem bis zu diesem Zeitpunkt ein lokales Weingut aus Weyher bei der Bewirtschaftung der Hütte mitgeholfen hatte.

## Zugänge und Wanderungen
Die Hütte kann nur zu Fuß erreicht werden. Der kürzeste Zugang erfolgt von einem Wandererparkplatz im Modenbachtal über eine zur Hütte führende Fahrstraße. Vom Wanderparkplatz im Edenkobener Tal an der Edenkobener Hütte am Hüttenbrunnen kann die Hütte über die Passhöhe Kohlplatz ebenfalls erreicht werden. Wanderziele in der Nähe der Hütte sind der Frankenfelsen auf dem Frankenberg (557 m ü. NHN) mit den spärlichen Resten der Frankenburg, der Kesselberg (662 m ü. NHN), als zweithöchster Berg des Pfälzerwalds nach der Kalmit (672,6 m ü. NHN), und der Blättersberg (618 m ü. NHN) mit dem Ludwigsturm (605 m ü. NHN). Die benachbarten Hütten des Pfälzerwaldvereins sind die Edenkobener Hütte, das Schweizerhaus und das Waldhaus Drei Buchen. Weitere nahe gelegene Wanderhütten sind das Forsthaus Heldenstein sowie die Nellohütte.